# Iztok Likar
Iztok Likar, slovenski častnik in veteran vojne za Slovenijo, * 1955.

## Vojaška kariera
- vodja odseka za organizacijsko-mobilizacijske zadeve RŠTO (1991)

## Odlikovanja in priznanja
- zlata medalja generala Maistra z meči (31. januar 1992)
- spominski znak Obranili domovino 1991
- spominski znak Premiki 1991 (23. september 1997)